# Sextus Tarquinius Superbus
Sextus Tarquinius Superbus was de zoon van de laatste legendarische koning van Rome, Lucius Tarquinius Superbus. Hij werd vooral berucht voor zijn verkrachting van Lucretia, de vrouw van Lucius Tarquinius Collatinus. 
Na een nachtelijke discussie rond het haardvuur tijdens de belegering van Ardea, besloten Sextus Tarquinius en zijn mannen om uit te gaan en hun vrouwen te bespieden om te zien dewelke de beste was. Dus zo reden ze uit in de nacht en, toen ze arriveerden bij de deur van Collatinus' huis, zagen ze Lucretia zich gedragen als een goede matrona, in tegenstelling tot de andere vrouwen die ze hadden gezien. Enkele dagen later kwam Sextus terug met de bedoeling met haar het bed te delen, maar Lucretia weigerde. Nadat hij gedreigd had haar te doden en samen met een dode slaaf in bed te leggen, zodat de andere zouden denken dat ze onkuis was geweest, gaf ze eindelijk toe. Kort daarop, zond Lucretia een boodschap aan haar vader en haar echtgenoot, vertelde hun alles en pleegde tot slot zelfmoord, ze stak een mes in haar borst. Hierop werd een revolutie ontketend door een vriend van haar echtgenoot, Lucius Iunius Brutus. Deze maakte een einde aan de heerschappij van zijn oom Tarquinius Superbus en werd vervolgens de eerste consul van de Romeinse Republiek. Tarquinius vluchtte daarop naar Gabii, waar hij zichzelf tot koning kroonde. Uiteindelijk werd hij gedood uit wraak voor zijn daden.

## Antieke bronnen
- Livius, Ab Urbe Condita I 53 t/m 60.